# Miguel Francisco Pereira
Miguel Francisco Pereira (23 agosto 1975) è un ex calciatore angolano, di ruolo attaccante.